# Deutsch-Koreanische Gesellschaft Hamburg
Die Deutsch-Koreanische Gesellschaft Hamburg e.V. (Abkürzung DKGH, koreanisch: 사단법인 독-한 협회) ist ein Netzwerk und eine Institution, die sich bemüht die Beziehungen zwischen Deutschland und Korea und insbesondere zwischen den Hafenstädten Hamburg und Busan zu fördern und zu vertiefen.
Die DKGH wurde 1984 gegründet und hat ihren Sitz heute in der Hamburger Neustadt direkt neben Brahms Kontor und Laeiszhalle.

## Verein und Zweck
Der Verein führt den Namen Deutsch-Koreanische Gesellschaft Hamburg e.V. Er ist im Vereinsregister eingetragen. Der Sitz des Vereins ist Hamburg. Der Verein stellt sich die Aufgabe, die Beziehungen zwischen Deutschland, insbesondere Hamburg, und Korea zu stärken und die gegenseitigen Kenntnisse über Politik, Kultur, Wirtschaft und weitere gesellschaftliche Bereiche zu vertiefen. Diese Ziele sollen insbesondere verwirklicht werden durch Sammlung und Austausch von Informationen, wie z. B. durch Rundschreiben oder Zeitschriften, durch Vorträge, Symposien, Ausstellungen und andere Veranstaltungen. Der Verein erstrebt ferner die Pflege und Förderung persönlicher und beruflicher Beziehungen zwischen deutschen und koreanischen Personen und Institutionen auf lokaler, nationaler und internationaler Ebene, wie z. B. durch die Förderung von Austauschprogrammen, Studienreisen oder gemeinsamen Treffen zur Förderung des gegenseitigen Verständnisses.

## Geschichte

### Deutsch-Koreanische Diplomatische Beziehungen
In der Mitte des 19. Jahrhunderts war es schwierig oder sogar lebensgefährlich, als Ausländer nach Korea zu reisen, weil Korea damals die Politik eines geschlossenen Landes pflegte, um sich vor ausländischen Eindringlingen zu schützen.
Am 26. November 1883 war der Beginn der formellen Beziehung zwischen Deutschland und Korea mit der Unterzeichnung eines Freundschafts-, Handels- und Schifffahrtsvertrages. Am 11. August 1886 erfolgte die Ernennung des hanseatischen Kaufmanns Heinrich Constantin Eduard Meyer durch das Koreanische Königreich zum Honorar-Konsul Koreas im Deutschen Kaiserreich mit Sitz in Hamburg. Meyer war damit der erste Konsul Koreas im Ausland und übte sein Amt bis 1905 aus. Er war Inhaber einer Im- und Export-Firma mit Sitz in Chemulpo (Korea), die sich bis 1900 zum führenden westlichen Handelshaus für europäische Waren in Korea entwickelte. Im September 1899 folgte die Eröffnung der ersten Deutsch-Koreanischen Sprachschule durch den Lehrer Johannes Bolljahn in Seoul/Korea für zunächst 40 Schüler.
Von 1910 bis 1945 erfolgte der Abbruch der diplomatischen Beziehungen zwischen Deutschland und Korea in Folge der Annexion Koreas durch Japan. 1956 begann die Wiederaufnahme der Arbeit der Generalkonsulate in Süd-Korea und BRD. 1957 erfolgte die Umwandlung der Generalkonsulate in Gesandtschaften. 1957 folgte die Aufwertung der Gesandtschaften zu Botschaften nach der Aufnahme diplomatischer Beziehungen zwischen BRD und Süd-Korea.

### Deutsch-Koreanische Gesellschaft in Hamburg
Am 16. Februar 1984 war die Gründung der Deutsch-Koreanischen Gesellschaft mit Sitz in Hamburg und Wahl des Vorsitzenden der CDU-Fraktion in der Hamburgischen Bürgerschaft, Hartmut Perschau, zum ersten Vorsitzenden.
Am 22. Januar 1992 erfolgte die Verabschiedung von Hartmut Perschau als Vorsitzender der Deutsch-Koreanischen Gesellschaft e.V. und die Wahl des Senators Wilhelm Rahlfs zum neuen Vorsitzenden. Am 27. April 2000 war die Wahl des Rechtsanwalts Jürgen Tietjen zum neuen Vorsitzenden der Deutsch-Koreanischen Gesellschaft e.V. Am 10. März 2008 folgte die Wahl von Okhoa Meyer von der Twer zur neuen Vorsitzenden der Deutsch-Koreanischen Gesellschaft e.V. Am 6. Mai 2008 geschah die Umwandlung des Namens der Deutsch-Koreanischen Gesellschaft e.V. in „Deutsch-Koreanische Gesellschaft Hamburg e.V.“ Am 21. März 2016 war die Wahl von Shin-Gyu Kang zum neuen Vorsitzenden der Deutsch-Koreanischen Gesellschaft Hamburg e.V.

## Aktivitäten

### Informationsaustausch

#### Wirtschaftstag Korea
Die DKGH organisiert regelmäßig einen Wirtschaftstag in Kooperation mit dem OAV (Ostasiatischen Verein), dem Generalkonsulat der Republik Korea und der KOTRA in den Räumlichkeiten der Handelskammer Hamburg.

### Kulturelle Veranstaltungen
Die DKGH beteiligt sich beim Markt der Völker im Museum für Völkerkunde.
Seit 2014 richtet die DKGH jährlich das Koreanische Festival in Hamburg aus.
Unter dem Motto „Geheimtipp Korea“ wird die Vielfalt der koreanischen Kultur präsentiert. Dieses Festival bietet Besuchern neben Konzerten und Vorträgen die Möglichkeit auch selbst aktiv die Kultur zu erfahren und neue Erfahrungen zu sammeln. Workshops sind z. B. Kimchi Kochkurse, Kalligraphie-Workshops, Basteln mit Hanji, zeichnen koreanischer Comics, koreanische Kampfkünste, koreanische Perkussionsmusik und Hanbok Anprobe. Dieses Festival findet in Kooperation mit dem Koreanischen Kulturzentrum Berlin, der Stadt Busan, dem Museum für Völkerkunde Hamburg und der Hochschule für Musik und Theater Hamburg (HFMT) statt.

### Sportliche Aktivitäten
Die Deutsch-Koreanische Gesellschaft bietet in Kooperation mit dem Hochschulsport Hamburg einen interkulturellen Sportkurs zur interkulturellen und generationsübergreifenden Begegnung unter dem Motto „Deutschland trifft Korea“ an.

### Bildungsprogramm

#### Lehrerfortbildung – Korea Workshop
Die DKGH veranstaltet in Kooperation mit dem Landesinstitut für Lehrerbildung und Schulentwicklung in Hamburg (LI-Hamburg), dem Museum für Völkerkunde Hamburg, der Korea Stiftung und dem Institut für Korean Studies der Freien Universität Berlin einen Workshop für Lehrer und Koreainteressierte.
Die Geschichte und Gegenwart Süd- und Nordkoreas sind ein Thema für den Geschichts-, den Politik-, Wirtschafts-, Geographie- und Gesellschaftsunterricht, aber z. B. auch für den Deutsch- oder Kunstunterricht. Vorträge, eine Podiumsdiskussion sowie unterschiedliche Workshops geben dabei Gelegenheit, Informationen und Einblicke zu bekommen, Fragen zu stellen und zu diskutieren und die Möglichkeiten unterrichtlicher Zugänge zu erproben.
Die Veranstaltung wird vom Landesinstitut für Lehrerbildung und Schulentwicklung Hamburg als Lehrerfortbildung anerkannt.

#### Hangeul-Tag
Anlässlich des Hangeul-Tags informiert die DKGH in Zusammenarbeit mit den Bücherhallen Hamburg mit Vorträgen, Kalligraphie-Workshop, K-Pop Tanzdarbietungen, Kampfkunstvorführungen und einer Ecke mit koreanischen Spielen.

## Struktur (Stand Januar 2023)
Vorstand und Beirat bestehen (Stand Januar 2023) aus folgenden Personen:

### Vorstand
- Knut B. Pißler, Vorsitzender
- B. E., stellv. Vorsitzender
- Sina Wendt, stellv. Vorsitzender
- Fabian Breth, Geschäftsführer
- J. B., Schatzmeister
- René Klawohn, Schriftführer
- Myong-Sook Park, Vorstandsmitglied
- Milla Anttila, Vorstandsmitglied
- Mee Joo Bärenstrauch, Leitung Juniorenkreis
- Mischa Fehlauer, stellv. Leitung Juniorenkreis

### Beirat
- Jan Grotheer – Präsident des Finanzgerichts HH a. D.
- Jürgen Klimke – ehem. Mitglied des Bundestages
- Patrick Köllner – Direktor des GIGA Instituts für Asien-Studien
- Thomas Ritzenhoff – Bezirksamtsleiter Hamburg-Wandsbek
- Bernd Riegerl – HWF-Asienbeauftragter a. D.
- Yong-Seun Chang-Gusko (FOM Hamburg)
- Shin-Gyu Kang – Kang Center, ehemaliger DKGH-Vorsitzender
- Gerhard Thiedemann, Botschafter a. D.

### Ehrenvorsitzende
- Okhoa Meyer von der Twer (2008–2016 Vorsitzende der DKGH)

### Mitgliedschaft
Die Gesellschaft besteht aus Einzelmitgliedern und korporativen Mitgliedern. Korporative Mitglieder können insbesondere deutsche und koreanische Firmen, Verbände und Organisationen sein.